# Шайенн (гора)
Шайе́нн (Cheyenne Mountain [ˈʃəen] ориг. произн. «Ча́йенн») — гора, расположенная в штате Колорадо (США), округ Эль-Пасо, в окрестностях города Колорадо-Спрингс.
В горе находится подземный комплекс NORAD (Центр объединённого командования воздушно-космической обороны Северной Америки, Cheyenne Mountain Operations Center).
Гора Шайенн имеет три вершины (самая высокая — примерно 2900 м высотой) и сложена гранитными и базальтовыми породами. Входит в состав Передового хребта, который, в свою очередь, является южной частью Скалистых гор. Ещё в 50-х годах XX века, до постройки бункера, на средней по высоте вершине горы был построен антенный комплекс. В настоящее время на антеннах этого комплекса установлено около 700 передатчиков как гражданского (мобильная и радиосвязь, теле- и радиовещание), так и военного назначения. Юго-восточный склон и прилегающее к нему подножие горы входят в состав природоохранного Государственного парка «Шайенн-Маунтин».

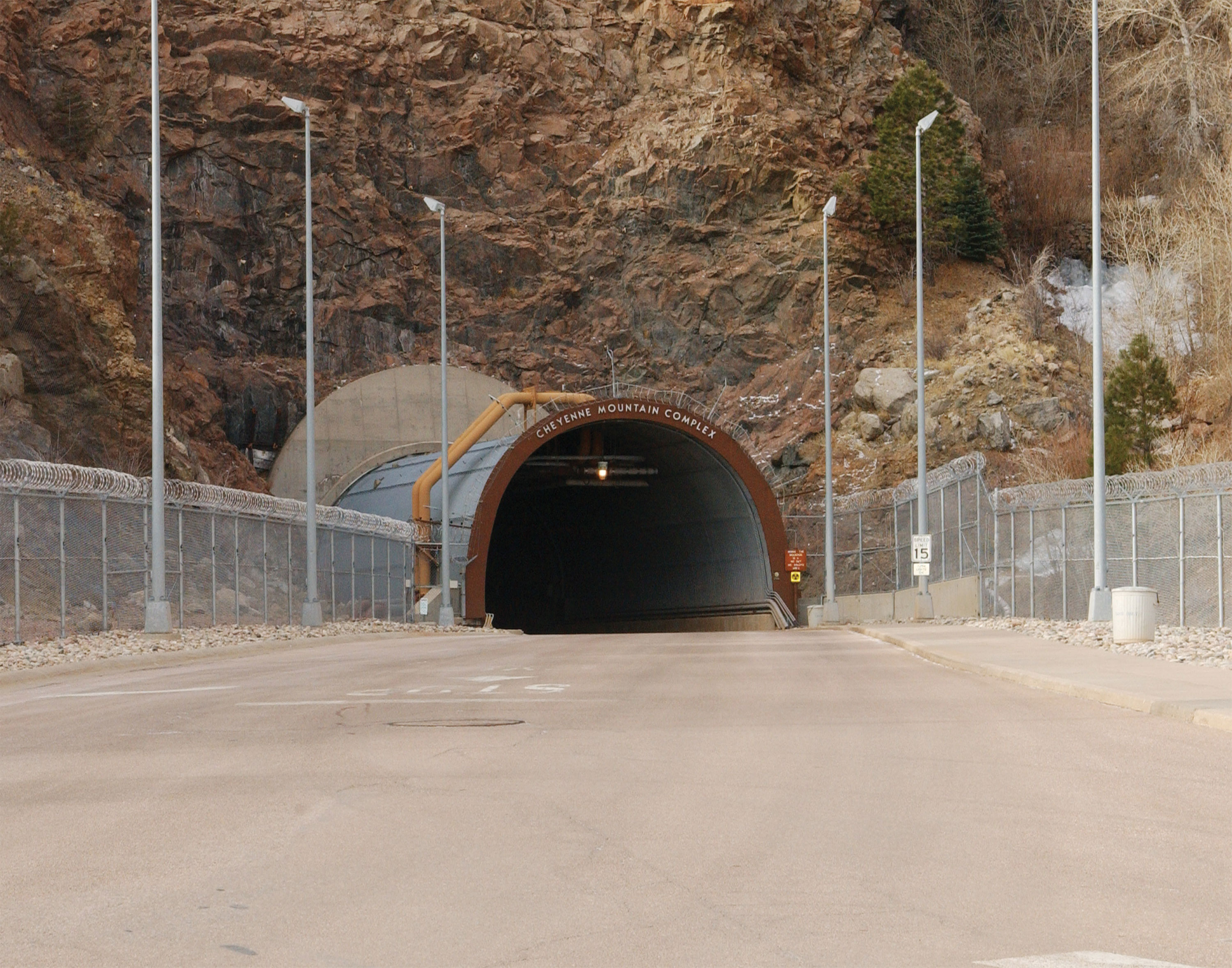
Основной (северный) портал тоннеля, через который осуществляется доступ в комплекс NORAD, расположенный в горе Шайенн